# Cassiope abbreviata
Cassiope abbreviata, bilja vrsta iz porodice vrjesovki. Izvorni areal ove vrste je Kina (zapadni središnji Sichuan). To je polugrm i prvenstveno raste u subalpinskom ili subarktičkom biomu.
To su grmovi visoki 15-20 cm. Stabljike su u početku polegle ili uspravne, tanke, na kraju razgranate, oštre, žljezdaste.Llisna plojka jajolika ili trokutasto-jajolika, 2,5–3 × 1–1,2 mm, kožasta, gola, duboko izbrazdana, brazda 1/3–1/2 duljine. Čaška ljubičastocrvena; režnjevi duguljasti ili jajasti, oko 3 mm, rub opnasti. Vjenčić bijel, zvonast, 5-7 mm; režnjevi uspravni, jajasto-trokutasti, ca. 2 mm. Prašnici oko 2,5 mm. Ovarij oko 1 mm u promjeru. Cvatnja: svibanj–kolovoz.

## Staništa
Rubovi šikara rododendrona, mahovinasta i kamenita mjesta; 3800–4000 m. visine. Središnji dio zapadnog Sichuana (Baoxing).

## Vanjske poveznice
|  | Zajednički poslužitelj ima još gradiva o temi Cassiope abbreviata |
|  | Wikivrste imaju podatke o taksonu Cassiope abbreviata             |